# Aeroportul Chengde
Aeroportul Chengde (IATA: CDE, ICAO: ZBCD) este un aeroport din Chengde⁠(d), Hebei, Republica Populară Chineză. Aeroportul a fost tranzitat în 2022 de 201.728 de pasageri. A fost deschis în 31 mai 2017.
aeroportul dispune de o singură pistă.